# Петр (Иванов)
Епи́скоп Пе́тр (в миру Па́вел Ива́нович Ивано́в; ум. 3 (16) июля 1916, село Плоское, Тираспольский уезд, Херсонская губерния) — епископ Древлеправославной Церкви Христовой (старообрядцев, приемлющих Белокриницкую иерархию), епископ Бессарабский и Измаильский.

## Биография
Много лет был священником в посаде Воронке Черниговской губернии при храме Рожества Пресвятой Богородицы. Был неокружником.
29 декабря 1890 года рукоположен в епископы Бессарабского и Подольского. Хиротонию совершили неокружнические епископы: епископ Бессарабский Симеон и епископ Нижегородский Иосиф.
В 1897 году на Бендерском съезде примирился с епископом Михаилом (из иовцев).
9 апреля 1907 года в Бендерах примирился с Московской архиепископией, оставлен согласно „Мирному акту“ на той же кафедре.
23 июня 1907 года определением Освященного Собора старообрядческих епископов назначен временным управляющим Измаильской епархии.
4 февраля 1909 года Освященный Собор старообрядческих епископов определил «Правление Измаильской епархии до Соборного определения остается и впредь во временном заведовании преосвященного Петра, епископа Бессарабского, которому Освященный Собор вменяет в обязанность: принять канонические меры к устранению всех незаконных действий священнослужителей и к искоренению в христианах пороков, о чём уполномоченные письменно и лично заявляли Освященному Собору».
В 1910 году принял схиму, ввиду чего 25 августа 1910 года постановлением Освященного Собора старообрядческих епископов был уволен на покой.
Проживал сначала в устроенном им Муравлёвском монастыре, а потом в Иоанно-Богословском монастыре, который находился в скалах примерно в двух верстах от села Плоское Херсонской губернии (ныне село Великоплоское Одесской области), где и скончался 3 июля 1916 года. Там же и был погребён впереди алтаря 5 июля окрестным старообрядческим духовенством.